# Școala județeană
La 24 ianuarie 1803, în Imperiul Rus au fost înființate școli județene în orașele județene (reședință de uezd) și provinciale (reședință de gubernie).

## În Basarabia
ȘCOALĂ JUDEȚEANĂ (уезднoе училищe) – instituită în orașele județene Chișinău, Bălți, Hotin, Akkerman, Bender și Ismail, în baza deciziei Comitetului de Miniștri din 8 noiembrie 1827. Instituirea școlilor județene în Basarabia a fost precedată de discuția în cadrul ședinței din 22 octombrie a adresei parvenite de la ministrul Învățământului Public din 20 octombrie privind instituirea școlilor județene în Basarabia. Instituirea școlilor a fost precedată și de corespondența dintre tutorele Districtului de Învățământ Harkov, funcționarul de clasa a IV-a Perovski, și guvernatorul general al Novorosiei și Basarabiei M.S. Voronțov, care intenționa să deschidă în Basarabia un gimnaziu și câteva școli județene. Dar, pornind de la faptul că gimnaziul putea fi deschis doar în cazul în care vor fi pregătiți deja elevi în școlile județene, M.S. Voronțov a considerat că la început trebuie să fie deschise școli județene în centrul regional Chișinău, în orașele ținutale Bălți, Hotin, Akkerman, Bender și Ismail, în orașul-port Reni și în orășelul Chilia. M.S. Voronțov urma să soluționeze problema privind încăperile pentru școli, salariul pentru profesori, cheltuielile pentru întreținea școlilor etc. Guvernatorul a respins propunerea lui Perovski de a li se plăti profesorilor în ruble argint, considerând că aceștia trebuie remunerați în ruble asigurate, sub pretextul că „…întreținerea școlilor în Basarabia nu va costa mai scump decât a celor din Novorosia”.
Întrebarea în cauză a fost discutată și de Administrația Principală a Școlilor, care a decis:
1.   Pornind de la faptul că în Basarabia nu sunt nici un fel de școli, în afară de 4 școli lancasteriene, tutorelui Districtului de Învățământ Harkov i s-a permis să deschidă școli județene în orașele Chișinău, Bălti, Hotin, Akkerman, Bender și Ismail.
2.   Cât privește instituirea unor asemenea școli în orașele Reni si Chilia, care nu sunt orașe județene, această problema urma să fie soluționată de guvernatorul general al Novorosiei și rezidentul plenipotențiar al Basarabiei M.S. Voronțov.
3.   Tutorele Districtului de Învățământ Harkov era împuternicit să asigure școlile județene cu profesori erudiți și cu manualele necesare, ca în orașele din sud-vestul Rusiei – Chișinău și Bălți, unde în circulație este limba moldovenească (română – V.T), iar profesorii trebuie să cunoască limba moldovenească și să poată lamuri regulile acestei limbi.
4.   Conștientizându-se că va fi destul de dificil a găsi asemenea profesori care să posede limba moldovenească, se propunea ca salariul anual de 250 de rub. asignate, dacă nu se vor găsi mijloace de a-l plăti în argint, să fie mărit, cel puțin, de 2 ori.
5.   Toate cheltuielile pentru salarizarea profesorilor, asigurarea cu spațiu locativ, întreținerea școlilor vor fi asigurate din capitalul de 10% acordat Basarabiei.
6.   Pentru asigurarea ulterioară a școlilor județene cu elevi urma să fie deschisă o rețea largă de scoli primare – școli bisericești.
Ministerul Învățământului Public considera că aceste școli județene trebuie să fie administrate de un director special, care cu timpul să devină Directorul Gimnaziului, stabilindu-i-se un salariu bun, din aceeași sumă a capitalului de 10% acordat Basarabiei. Alegerea directorului rămânea prerogativa tutorelui Districtului de Învățământ Harkov, cu confirmarea ulterioară de câtre ministrul Învățământului Public.
La ședința Comitetului de Miniștri din 27 aprilie 1829 a fost discutată adresa din 27 aprilie a ministrului Învățământului Public. El solicita ca jumătate din suma pentru întreținerea școlilor județene și pentru remunerarea directorilor școlilor județene din Basarabia să fie inclusă în capitalul comun al școlilor Ministerului Învățământului Public pentru acest an de studii, iar pentru anul viitor jumătate de sumă să fie alocată din vistieria de stat pentru întreținerea gimnaziului și a celor 6 școli județene, anual – 24625 ruble. La ședința din 1 iunie 1829 a Comitetului de Miniștri această decizie a fost întărită, adoptată și confirmată de împărat.
1. ↑  Уездные училища // Энциклопедический словарь Брокгауза и Ефрона : в 86 т. (82 т. и 4 доп.). — СПб., 1890—1907.